# Robert Jacobsen
Robert Jacobsen (ur. 4 czerwca 1912 w Kopenhadze, zm. 26 stycznia 1993 w Tågelund) – duński rzeźbiarz, malarz i grafik.

## Życiorys
W 1930 jako samouk zaczął rzeźbić w drewnie. Na jego wczesne prace miała wpływ wystawa niemieckiego ekspresjonizmu, którą widział w Kopenhadze w 1932. Jego rzeźby były z gruba ciosanymi, prymitywnymi postaciami podobnymi do lalek, które częściowo malował. Był wtedy członkiem surrealistycznego ruchu Høst. Kilka lat później zainteresował się wodą jako elementem twórczym, a z początkiem lat 40. zaczął tworzyć w kamieniu. W 1941 wystawił na jesiennej wystawie w Kopenhadze figury inspirowane mitologią skandynawską i wykonane w stylu ekspresjonistycznym, z granitu lub wapienia.
W 1947 otrzymał stypendium od rządu francuskiego i wyjechał do Paryża. Przyjaźnił się z Asgerem Jornen i Richardem Mortensenem, był aktywnie zaangażowany w ruch, który później doprowadził do powstania Cobry. Zaczął tworzyć rzeźby abstrakcyjne. W Paryżu po raz pierwszy zaprezentował swoje prace już w 1947, wraz z Mortensenem i grupą Neo-Plasticist w Galerie Denise René w Paryżu.
W 1949 zrezygnował z pracy w kamieniu na rzecz kutego i spawanego metalu. W konstruktywistycznym stylu zaczął tworzyć przestrzenne kompozycje z cienkich prętów i blachy, harmonijnie zapełniając przestrzeń liniami i płaszczyznami. Z czasem jego abstrakcyjne prace stawały się coraz bardziej złożone w formie i większe w skali, pojawił się też kolor czarny, niebieski lub czerwony. Jacobsen był jednym z pionierów wykorzystywania złomu w sztuce, jego Lalki to figury groteskowe, a rzeźba Wojna (1952) składa się ze starej maski przeciwgazowej i rur kanalizacyjnych.
Poza rzeźbą Jacobsen zajmował się również grafiką, m.in. zilustrował książkę Jeana Laude’a Le Miroir Blanc.
W 1969 wrócił do Danii i osiedlił się w Tågelund. W latach 1962–1981 wykładał w Akademii Sztuk Pięknych w Monachium, a w latach 1976–1985 w Królewskiej Duńskiej Akademii Sztuk w Kopenhadze.

## Odznaczenia i nagrody
(wg źródeł)
- Grand Prix na Biennale w Wenecji – rzeźba (1966)
- Medal Thorvaldsena (1967)
- Prins Eugen-medaljen (Szwecja) (1974)
- Oficer Legii Honorowa (1980)
- Komandor Orderu Danebroga (1983)
- Komandor Orderu Sztuki i Literatury (1987)

Członek honorowy akademii w Monachium i we Florencji.
Jacobsen był projektantem statuetek nagród przyznawanych przez Duńską Akademię Filmową. Na jego cześć noszą one nazwę Robertów.